# Типа (окръг, Мисисипи)
Окръг Типа (на английски: Tippah County) е окръг в щата Мисисипи, Съединени американски щати. Площта му е 1191 km², а населението - 20 826 души (2000). Административен център е град Рипли.